# Swepstone
Swepstone – wieś w Anglii, w hrabstwie Leicestershire, w dystrykcie North West Leicestershire. Leży 23 km na zachód od miasta Leicester i 160 km na północny zachód od Londynu.